# Криваві квіти
Криваві квіти (тур. Kan Çiçekleri) — турецький драматичний телесеріал, створений компаніями Unik Film та Raıns Pıctures. Головні ролі виконали Бариш Бакташ та Ягмур Юксель. Серіал транслювався в Туреччині з 5 грудня 2022 по 17 січня 2025 року на телеканалі Kanal 7. В Україні прем'єра відбулася 2 вересня 2024 року на телеканалі К2.

## Сюжет
Серіал розповідає історію пари, яка змушена одружитися, щоб покласти край багаторічній ворожнечі між двома ворогуючими родинами. Байран і Ділан, головні герої, вирішують об'єднати свої долі, щоб запобігти подальшому кровопролиттю.
Шлюб між ними — це союз двох ворогів, які повинні об'єднатися заради миру. Однак між ними спалахує сильна пристрасть, яка загрожує поставити під удар не лише їхні стосунки, а й долі всіх навколо. У домі Байрана, де панує боротьба за владу та гордість, Ділан змушена боротися за своє життя і намагатися здобути повагу, долаючи невиправдану ненависть. Її шлях буде складним, повним ризиків, на межі смерті, але вона не здається, аби знайти своє місце в цій жорстокій боротьбі.

## Акторський склад
| Актор           | Роль                |
| --------------- | ------------------- |
| Бариш Бакташ    | Баран Карабей       |
| Ягмур Юксель    | Ділан Демір/Карабей |
| Беркай Чинар    | Алі                 |
| Селінай Ташол   | Зюмрют Демір        |
| Налан Оргют     | Азаде Карабей       |
| Ерол Яван       | Кудрет Карабей      |
| Хасан Баллекташ | Сеїд Демір          |
| Хілаль Куввет   | Ханіфе Демір        |
| Їлмаз Улуташ    | Хасан Карабей       |
| Екрем Арал Туна | Джевдет Демір       |
| Ділек Гюлер     | Джевріє Демір       |
| Джейда Пинар    | Дерія Йилдиз        |
| Гьоксель Каяхан | Джихан Карабей      |
| Гьокхан Гюрдеїш | Фірат Карабей       |
| Еліф Тархан     | Назли Карабей       |
| Хакан Дурмуш    | Керем               |
| Нурай Шерефоглу | Кадеш Гюлер         |
| Назан Баязид    | Сабіха Еміроглу     |
| Ділан Дюзгюнеш  | Гавін               |

## Сезони

### Туреччина
| Сезон | Початок         | Фінал         | Кількість серій | Серії   | Телеканал | Час                               |
| ----- | --------------- | ------------- | --------------- | ------- | --------- | --------------------------------- |
| 1     | 5 грудня 2022   | 14 липня 2023 | 144             | 1-144   | Kanal 7   | Понеділок-п'ятниця, 16.30         |
| 2     | 18 вересня 2023 | 5 липня 2024  | 210             | 145-354 | Kanal 7   | Понеділок-п'ятниця, 16.30         |
| 3     | 30 вересня 2024 | 17 січня 2025 | 80              | 355-434 | Kanal 7   | Понеділок-п'ятниця, 16:30 / 14:50 |

### Україна
| Сезон | Початок        | Фінал          | Кількість серій | Серії   | Телеканал | Час                       |
| ----- | -------------- | -------------- | --------------- | ------- | --------- | ------------------------- |
| 1     | 2 вересня 2024 | 17 січня 2025  | 201             | 1-201   | К2        | Понеділок-п'ятниця, 18:20 |
| 2     | 20 січня 2025  | 5 вересня 2025 | 319             | 202-520 | К2        | Понеділок-п'ятниця, 18:20 |
| 3     | 8 вересня 2025 | 3 грудня 2025  | 125             | 521-645 | К2        | Понеділок-п'ятниця, 18:20 |

## В Україні
В Україні серіал транслюється з 2 вересня 2024 по 3 грудня 2025 року у будні о 18:20 по дві серії на телеканалі К2.
Українською мовою серіал озвучено студією «Так Треба Продакшн» на замовлення телеканалу «К2» у 2024—2025 роках.